# 로즈메리 머피
로즈메리 머피(Rosemary Murphy, 1925년 11월 3일 ~ 2014년 7월 5일)는 미국의 배우이다.